# (500462) 2012 TB218
(500462) 2012 TB218 es un asteroide perteneciente al cinturón de asteroides, descubierto el 20 de octubre de 2007 por el equipo del Mount Lemmon Survey desde el Observatorio del Monte Lemmon, Arizona, Estados Unidos.

## Designación y nombre
Designado provisionalmente como 2012 TB218.

## Características orbitales
2012 TB218 está situado a una distancia media del Sol de 3,076 ua, pudiendo alejarse hasta 3,646 ua y acercarse hasta 2,505 ua. Su excentricidad es 0,185 y la inclinación orbital 2,563 grados. Emplea 1970,69 días en completar una órbita alrededor del Sol.

## Características físicas
La magnitud absoluta de 2012 TB218 es 16,9. 